# El niño con el pijama de rayas (película)
El niño con el pijama de rayas (en idioma inglés y versión original: The Boy in the Striped Pyjamas, o The Boy in the Striped Pajamas en Estados Unidos) es una película dramática dirigida por Mark Herman basada en la novela homónima de John Boyne.
Al igual que en la novela, aunque con ligeros cambios, se describe el holocausto durante la Segunda Guerra Mundial desde el punto de vista de un niño. De producción británico-estadounidense, fue presentada en la 56.ª edición del Festival de Cine de San Sebastián el 19 de septiembre de 2008.

## Argumento
Bruno, es un niño alemán de 8 años que vive en la Alemania nazi durante la Segunda Guerra Mundial en 1942, es hijo de un oficial que acaba de ser asignado a la comandancia de un campo de concentración. Bruno vive junto a su hermana mayor Gretel en un barrio de Berlín, se ve entonces repentinamente obligado a mudarse trasladándose a un hogar aislado llamado "Auschwitz". Bruno se desespera por no encontrar ningún amigo con quien jugar en su nueva casa. Desde su ventana puede ver casas tras una valla y mucha gente viviendo ahí vestida con pijamas de rayas. Todos los que allí se encuentran son judíos prisioneros del campo de concentración de Auschwitz. Bruno en su inocencia cree que son granjeros o agricultores.
En una de sus exploraciones por los alrededores de la casa, siempre a escondidas de su familia, se encuentra a un niño al otro lado de la alambrada, de ocho años como él. El niño es Shmuel. Bruno y Shmuel se hacen amigos y comienzan a verse con regularidad, Bruno de vez en cuando le lleva comida y Shmuel le habla de cómo es su vida al otro lado de la alambrada, de cómo era antes y de su familia. Cuando Shmuel es llevado a casa de Bruno para limpiar un montón de copas de cristal, es acusado de robar comida cuando realmente esta se la había ofrecido su amigo, por lo que es golpeado por los guardias. Bruno le pide disculpas a Shmuel días después; ya que Shmuel no había acudido en días a la cita tras la alambrada, Bruno pensaba que había perdido su amistad. Así continuarán, viéndose a escondidas.
Los padres de Bruno deciden un buen día que ese no es un lugar adecuado para el crecimiento sus hijos, decisión que precipita la madre de Bruno al conocer la misión de su marido en el campo de concentración, ya que ella descubre que en el campo están asesinando a los judíos cuando huele el humo que sale de un crematorio del mismo campo. La madre y los niños partirían de Auschwitz en un par de días. Bruno da la noticia a Shmuel, justo el día en que Shmuel se encuentra triste porque no encuentra a su padre. Bruno decide ayudarle, ya que sería la última aventura antes de marchar de Auschwitz, y para liberarse de la vergüenza de haber traicionado a su amigo frente al teniente Kotler. Deciden que al día siguiente Bruno pasaría al otro lado de la alambrada y disfrazado con ropas de prisionero que Shmuel consiga buscarían al padre de este. Al día siguiente Bruno se disfraza con el pijama de rayas y cruza la alambrada: Por fin Bruno y Shmuel están juntos. Mientras buscan al padre de este comienza a llover. Los soldados alemanes forman a un grupo de prisioneros entre los que se encuentran Bruno y Shmuel. El grupo es llevado a una cámara de gas, Bruno en su inocencia de la situación le dice a Shmuel que van para un refugio para la lluvia. Más adelante un soldado de la SS arroja bolas impregnadas con Zyklon B en la cámara de gas, este es un pesticida a base de cianuro, causando que los prisioneros, ya desnudos, entren en pánico, griten y golpeen la puerta.
Los padres de Bruno se percatan de la ausencia del niño y lo buscan por los alrededores de la casa desesperadamente. Encuentran las ropas de Bruno frente a un agujero bajo la alambrada. Finalmente todos se dan cuenta de lo que ha sucedido, el padre de Bruno queda inútilmente indignado, y su madre y hermana solo pueden llorar con desconsuelo por lo que ha pasado. Más tarde, se muestran todas las pijamas de rayas en el cuarto contiguo a la cámara de gas, indicando que todos los prisioneros, incluidos Bruno y Shmuel, han muerto.

## Reparto
- Asa Butterfield como Bruno
- Vera Farmiga como Elsa/Madre
- David Thewlis como Ralph/Padre
- Amber Beattie como Gretel
- Jack Scanlon como Shmuel
- Rupert Friend como el teniente Kurt Kothler
- Richard Johnson como Abuelo
- Sheila Hancock como Nathalie/Abuela
- David Hayman como Pavel
- Cara Horgan como María
- Jim Norton como Her Liszt

## Producción
El rodaje de la película tuvo lugar en Budapest, Hungría. 

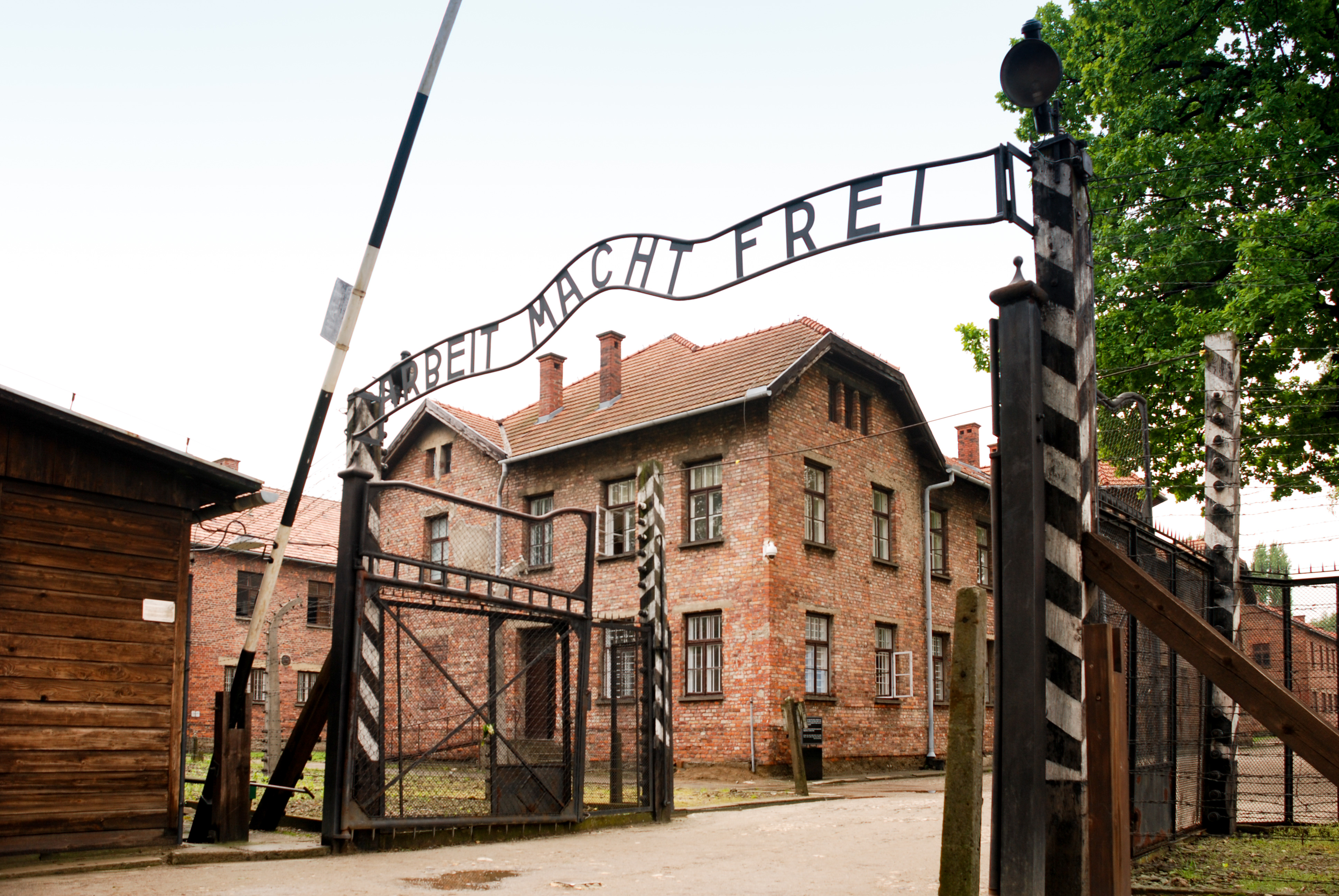
Auschwitz, el campo de concentración donde se filmó durante la película.

David Heyman, conocido como el productor de toda la serie de películas de Harry Potter contó con la colaboración, entre otros, de Justin Pollard como asesor histórico, literario y de caracterización de personajes. 
Respecto al rodaje de la última escena, "fue completamente una pesadilla" según palabras de Heyman. "Probablemente habrías necesitado más abogados que cineastas. Había que cumplir con todo tipo de requisitos legales para introducir niños entre adultos desnudos".

## Estrenos
| País            | Estreno                            |
| --------------- | ---------------------------------- |
| Reino Unido     | Viernes, 12 de septiembre de 2008  |
| Irlanda         | Viernes, 12 de septiembre de 2008  |
| España          | Viernes, 26 de septiembre de 2008  |
| Israel          | Jueves, 30 de octubre de 2008      |
| Hungría         | Jueves, 6 de noviembre de 2008     |
| Estados Unidos  | Miércoles, 26 de noviembre de 2008 |
| Dinamarca       | Viernes, 28 de noviembre de 2008   |
| México          | Viernes, 28 de noviembre de 2008   |
| Argentina       | Jueves, 4 de diciembre de 2008     |
| Brasil          | Viernes, 12 de diciembre de 2008   |
| Italia          | Viernes, 19 de diciembre de 2008   |
| Suecia          | Viernes, 19 de diciembre de 2008   |
| Noruega         | Viernes, 26 de diciembre de 2008   |
| Países Bajos    | Jueves, 8 de enero de 2009         |
| Chile           | Jueves, 15 de enero de 2009        |
| Finlandia       | Viernes, 16 de enero de 2009       |
| Portugal        | Jueves, 29 de enero de 2009        |
| Eslovaquia      | Jueves, 5 de febrero de 2009       |
| Singapur        | Jueves, 26 de febrero de 2009      |
| Nueva Zelanda   | Jueves, 5 de marzo de 2009         |
| Perú            | Jueves, 5 de marzo de 2009         |
| República Checa | Jueves, 26 de marzo de 2009        |
| Islandia        | Viernes, 27 de marzo de 2009       |
| Panamá          | Viernes, 27 de marzo de 2009       |
| Australia       | Jueves, 23 de abril de 2009        |
| Bélgica         | Miércoles, 29 de abril de 2009     |
| Alemania        | Jueves, 7 de mayo de 2009          |
| Austria         | Jueves, 4 de junio de 2009         |
| Japón           | Sábado, 8 de agosto de 2009        |

## Recepción

### Premios
- British Independent Film Award:
  - A la mejor actriz - Vera Farmiga
- Chicago International Film Festival
  - Elegido por la audiencia - Mark Herman

### Nominaciones
- British Independent Film Award:
  - Al mejor director - Mark Herman
  - Al debutante más prometedor - Asa Butterfield
- Premio Goya:
  - A la mejor película europea